# Paratelmatoscopus variegatus
Paratelmatoscopus variegatus är en tvåvingeart som först beskrevs av Satchell 1953.  Paratelmatoscopus variegatus ingår i släktet Paratelmatoscopus och familjen fjärilsmyggor. Inga underarter finns listade i Catalogue of Life.